# Ana María de Foronda
Ana María de Foronda Pinto (Santa Cruz de Tenerife, 24 de noviembre de 1910-Madrid, 23 de enero de 1990) fue una escritora, traductora y periodista española.

## Biografía
Nació el 24 de noviembre de 1910 en Santa Cruz de Tenerife, hija de la escritora Mercedes Pinto y de Juan de Foronda. Se exilió con su madre y sus hermanos a América, donde publicó varios libros, y volvió a España sola en 1934. De ideología franquista, fue autora del libro Nueve meses con los rojos en Madrid, de carácter autobiográfico, que se publicó en la ciudad de Ávila en 1937, en plena guerra civil. En él se escandaliza del panorama revolucionario que encuentra en Madrid tras el estallido de la contienda. En esa misma época, fue bastante activa en prensa de los sublevados. Terminada la guerra, publicó Una mujer sola,  en la serie La Novela del Sábado el 23 de diciembre de 1939. Fue también traductora de obras de William Faulkner, Helga Moray, F. P. Keyes y Cecil Roberts. Foronda, que había estado casada con el médico Fernando Palos Yranzo, muerto en 1975, falleció el 23 de enero de 1990 en Madrid.